# Mamiko Watanabe
Mamiko Watanabe (japanisch 渡辺 麻美子 Watanabe Mamiko, * 26. September 1980 in Fukuoka) ist eine japanische Jazzmusikerin (Piano, Komposition) des Modern Jazz.

## Leben und Wirken
Watanabe begann mit vier Jahren Klavier zu spielen, als sie die Yamaha-Musikschule besuchte; 1999 erhielt sie ein Stipendium zum Studium am Berklee College of Music; dort studierte sie Jazzpiano, Improvisation und Komposition. 2002 und 2003 war sie Semifinalistin bei der im Rahmen des Montreux Jazz Festival stattfindenden Parmigiani Jazz Solo Piano Competition. Während ihres Studiums spielte sie auch mit Joe Lovano, Kevin Mahogany, Bobby McFerrin, Tiger Okoshi und Phil Wilson. 2003 wurde sie mit dem Down Beat Student Award in der Kategorie Jazz Solist ausgezeichnet. Sie lebte dann in New York, wo sie in Clubs wie dem Blue Note, Iridium, Dizzy’s Club Coca-Cola, Fat Cat und in der Lenox Lounge auftrat.
Unter eigenem Namen legte Watanabe 2005 ihr Debütalbum One After Another vor, gefolgt von Origin/Jewel (2007), einem Doppelalbum sowohl im Funk- und Latin-Idiom als auch im Stil des Straight-ahead-Jazz mit ihrem Piano-Trio. Ihr drittes Album Mother Earth (2010) erhielt positive Rezensionen in Zeitschriften wie Jazz Inside, New York City Jazz Record und Jazziz. Gegenwärtig (2018/19) gehört sie der Valery Ponomarev Big Band sowie seinem Septett an; daneben leitet sie eine eigene Formation. Im Bereich des Jazz war sie zwischen 2006 und 2017 an neun Aufnahmesessions beteiligt.